# Bătălia de la Grunwald (pictură)
Bătălia de la Grunwald  (în poloneză Bitwa pod Grunwaldem) este un tablou pictat în ulei pe pânză în anul 1878, de către pictorul polonez Jan Matejko reprezentând Bătălia de la Grunwald și victoria aliată a Regatului Poloniei și Marelui Ducat al Lituaniei asupra Ordinului Cavalerilor Teutoni în 1410. Tabloul datează din 1878 și este una dintre reprezentările cele mai eroice ale istoriei Poloniei. Tabloul este expus la Muzeul Național din Varșovia.
Principalul obiectiv al tabloului este scena morții Marelui Maestru al Ordinului Teutonic, Ulrich von Jungingen, o altă figură centrală este lituanianul Vytautas (Witold), îmbrăcat în roșu, ridicând o sabie. Datorită complexității sale, pictura a fost atât lăudată cât și criticată. Este una dintre lucrările cele mai cunoscute ale lui Jan Matejko, și a contribuit probabil la imaginea populară a Bătăliei de la Grunwald, iar faima sa a făcut ca pictura să rămână în conștiința poloneză.

## Istoric

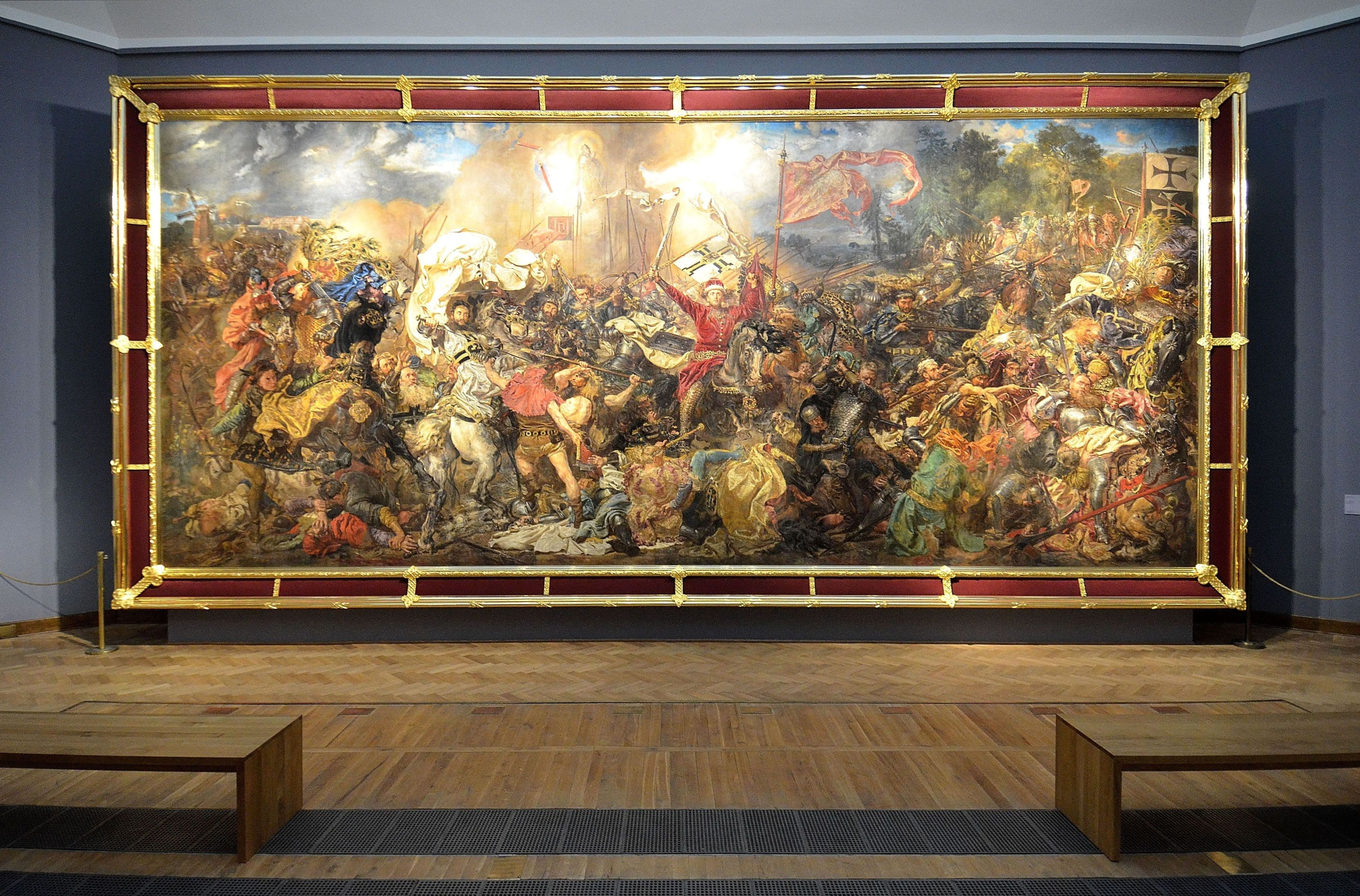
Bătălia de la Grunwald expus la Muzeul Naţional din Varşovia

Matejko a început procurarea materialelor necesare realizării picturii încă din anul 1874. A început să picteze pânza în 1875 și a terminat-o în 1878. Curând după aceea, el a primit un sceptru de la Consiliul Cracovia, în cadrul unei ceremonii oficiale, în semn de recunoaștere a activității sale și poziția sa ca unul dintre cei mai respectați artiști polonezi. Pictura a fost vândut în acel an la Rosenblum, o persoană privată din Varșovia. Pictura a fost prezentată în numeroase expoziții internaționale, în 1902 pictura a fost cumpărată de la moștenitorii lui Rosenblum de către Muzeul de Arte Frumoase Asociația Zachęta și expusă în Varșovia.
Ca multe alte lucrări, Bătălia de la Grunwald a fost ascunsă în timpul ocupației Poloniei de către Germania nazistă. Împreună cu  Omagiu prusac (Hold pruski), a fost unul dintre cele două opere de artă care erau pe lista „celor mai dorite" picturi de către naziști, care erau angajați într-o acțiune sistematică de distrugere fizică a tuturor operelor de artă ale culturii poloneze.
Goebbels a oferit o recompensă de 10 de milioane de mărci pentru pictură, și mai mulți membri al armatei ilegale poloneze au fost executați de germani atunci când au refuzat să divulge locația sa, în ciuda interogatoriilor și torturilor. Pictura a supraviețuit anilor de război, fiind ascunsă lângă Lublin.
Restaurat după cel de-al Doilea Război Mondial, din 1949 această pictură în ulei a fost expusă în Muzeul Național din Varșovia. În 1999, Bătălia de la Grunwald a fost împrumutată în Lituania, unde a obținut o primire pozitivă, deoarece îl afișează pe Vitautas, care este considerat un erou național în această țară. Până în 2000, pictura avea nevoie de restaurare. În anul 2010, starea proastă a picturii a împiedicat realizarea de planuri să-l includă într-o expoziție specială la Castelul Wawel pentru a marca 600 de ani de luptă. Din 2012, restaurare este în curs de desfășurare .

## Compoziția
Bătălia de la Grunwald este una din multe picturi de Matejko, care prezintă evenimente din istoria Poloniei.  În centrul tabloului este scena morții Marelui Maestru al Ordinului Teutonic, Ulrich von Jungingen. Îmbrăcat în haine albe ale Ordinului și călare pe un cal alb, von Jungingen este ucis de două figuri anonime, pe care istoricul de artă Danuta Batorska îi identifică ca fiind „țărani lituanieni care arată ca niște sălbatici". Una dintre ei mânuiește o suliță Sfântu Maurițiu (una din obiectele cu pretenția de a fi Sulița Destinului), care conform istoricului de artă Jarosław Krawczyk implică faptul că Matejko a văzut moartea lui Jungignen ca o pedeapsă pentru că acesta a ridicat arma împotriva altui conducător creștin. Lângă sulițaș este un călău, care simbolizează pedeapsa pe care o primește Jungingen primește pentru raidurile Ordinii și jafurile  oamenilor de rând. Aceste figuri simbolice sunt câteva dintre interpretările libere pe care Matejko le-a făcut în pictura sa. Mai mult, oamenii de știință din zilele noastre sunt de părere că von Jungingen a murit într-un duel de cavalerie, și nu de mâinile unui țăran.
O altă figură centrală este lituanianul Vitautas (Witold), îmbrăcat în roșu, cu o sabie ridicată. Vitautas deține o poziție mai proeminentă în tabloul decât vărul său, regele polonez Vladislav al II-lea (Jagiełło), care este vizibilă în cel de-al doilea plan, în partea din dreapta sus. În conformitate cu Scales și Zimmer, concentrându-se pe Vitautas mai degrabă decât pe Jagiełło, Matejko a subliniat importanța Lituaniei pentru Polonia, și valoarea cooperării dintre cele două țări în Uniunea polono-lituaniană. Alții au observat că această plasare a fost influențată probabil de influența lui Matejko de scrierile lui Jan Długosz, care a atribuit eronat o importanță mai mare lui Vitautas decât lui Jagiełło, care, de fapt, a dat ordin luptei. În cer deasupra măcelului, Sfântul Stanislau, patronul Poloniei supraveghează lupta.
|          |
| Vitautas |

|                      |
| Ulrich von Jungingen |

|           |
| Jan Žižka |

|                        |
| Zyndram din Maszkowice |

|                |
| Zawisza Czarny |

|                   |
| Sfântul Stanislau |

Alte figuri notabile în pictură:
- Marcin din Wrocimowice, cavaler polonez, dare ține steagul polonez în centru, lângă Vitautas;[3][8]

- Zyndram din Maszkowice, un alt cavaler polonez, ținând o sabie deasupra capului lui von Jungingen;[3][8]

- Mikołaj Skunarowski, un alt cavaler polonez, stând lângă Zyndram; după victorie a fost trimis cu stindardul la Cracovia ca simbol al victoriei;[8]

- Werner von Tettingen, cavaler german și unul dintre liderii Ordinului Cavalerilor Teutoni, martor la moartea liderului său, se află în partea stângă a tabloului;[3][7]

- lângă von Tettingen, Cazimir al V-lea, Duce de Pomerania, un aliat al Ordinului Cavalerilor Teutoni este luat prizonier de către cavalerul Jakub Skarbek și scutierul acestuia;[3][7]

- în partea de jos a picturii Konrad al VII-lea este luat prizonier, iar Kuno von Lichtenstein este pe moarte. Matejko l-a portretizat pe Konrad ca un trădător, în timp ce cavalerul von Lichtenstein este reprezentat ca murind cu onoare;[3][8]

- La dreapta, Jan Žižka, un aliat ceh al Poloniei,  ucide un cavaler german, Heinrich von Schwelborn;[3][8][9]

- lângă Žižka, Zawisza Czarny doboară un alt cavaler german;[3][9]

- la dreapta de Zawisza, cu o cască de oțel strălucitoare pe cap, este un alt cavaler polonez, Domarat Grzymalczyk de Kobylany, mai târziu, castelan al Lublinului,[9]

- Cavalerul german Marquard von Salzbach este capturat de un războinic cu înfățișare sălbaticp identificat ca  tătar[3] sau cazac,[9]

- un alt cavaler german îi înșfacă hainele lui von Salzbach, aceasta este Johan von Wenden,[9]

- viitorul Mare Maestru Heinrich von Plauen se află în partea dreaptă a picturii, în timp ce scapă să organizeze apărarea din ce a mai rămas din teritoriul Ordinului Teutonilor,[2][3][9]

- în spatele lui von Plauen este Krzysztof, episcopul de Lübeck. Istoricii moderni nu au reușit totuși să asocieze această figură cu nicio personalitate istorică, deoarece nu a existat niciun episcop sau similar acestuia în acel moment în Lübeck-ul contemporan luptei;[9]

- la dreapta de von Plauen este cavalerul și demnitarul polonez Jan Długoszde Niedzielsk, tatăl cronicarului Jan Długosz;[9]